# نبرد هاکوداته
نبرد هاکوداته (به ژاپنی: 箱館戦争)  آخرین جنگ از سری جنگ بوشین است. 